# Ozan Güven
Ozan Güven török színész, 1975. május 19-én született Nürnbergben, Németországban.

## Életrajz
Ozan Güven Nürnbergben született.
A Mimar Szinán Egyetem Képzőművészeti Kar konzervatóriumának modern tánc szakán végzett.
2012-től 2014-ig Damat Rüsztem pasát alakította a Szulejmán c. televíziós sorozatban.

## Filmográfia
| alkotás                                 | szerep               | év   | rendezte                     |
| --------------------------------------- | -------------------- | ---- | ---------------------------- |
| Karakomik Filmler                       | Interjúkészítő tiszt | 2019 |                              |
| Arif V 216                              | Robot 216            | 2018 |                              |
| Annemin Yarası                          | Borislav Miliç       | 2016 |                              |
| Pek Yakında                             | Boğaç Boray          | 2014 |                              |
| Ejder Kapanı                            | Remzi                | 2010 | Uğur Yücel                   |
| Yahşi Batı                              | Lemi Galip           | 2010 | Ömer Faruk Sorak             |
| Anneannem                               | Bakkal               | 2010 | Mehtap Köroğlu               |
| A.R.O.G.                                | Taşo                 | 2008 | Ali Taner Baltacı Cem Yılmaz |
| Anlat İstanbul                          |                      | 2005 |                              |
| Yazı Tura                               | Asker                | 2004 | Uğur Yücel                   |
| G.O.R.A. – Támadás egy idegen bolygóról | Robot 216            | 2004 | Ömer Faruk Sorak             |
| Dokuz                                   | Kaya                 | 2002 | Ümit Ünal                    |
| Balalayka                               | Mehmet               | 2000 | Ali Özgentürk                |
| Yıldız Tepe                             | Ali                  | 2000 | Yağmur Taylan                |

## Sorozatszerepei
- Çiçeği Büyütmek (1998)
- İkinci Bahar (Second Spring, (1998), UIaş
- Dünya Varmış (2001), Çetin
- Koçum Benim (2002), Umut
- Aslı ile Kerem (2002), Kerem
- Havada Bulut (2002), Necip
- Bana Abi De (2002), Yiğit
- Bir İstanbul Masalı (2003), Demir Arhan
- Hırsız Polis (2005), Kibar Necmi
- Canım Ailem (2009), Ali
- Koyu Kırmızı (2012), Cemil Şenel
- Szulejmán (2012–2014), Rüsztem pasa (Magyar hangja: Pál Tamás)
- Fi (2017–2018), Can Manay
- Jet Sosyete (2018), Levent Çıkrıkçıoğlu
- Babil (2020), Egemen Kıvılcım
- Taş Kağıt Makas (2024), Harun Yakar

## Fordítás
- Ez a szócikk részben vagy egészben  az   Ozan Güven című török Wikipédia-szócikk fordításán alapul.  Az eredeti cikk szerkesztőit annak laptörténete sorolja fel. Ez a jelzés csupán a megfogalmazás eredetét és a szerzői jogokat jelzi, nem szolgál a cikkben szereplő információk forrásmegjelöléseként.